# Coupe d'Asie masculine espoirs de hockey sur gazon 2024
Navigation
2023 2026
La Coupe d'Asie masculine espoirs de hockey sur gazon 2024 se déroule à Mascate à Oman du 26 novembre au 4 décembre 2024.

## Équipes qualifiées
Les cinq meilleures équipes de la Coupe d'Asie espoirs 2023 et les cinq meilleures équipes de la Coupe AHF espoirs 2024 prennent part à la compétition,,.
| Compétition               | Dates                  | Lieu      | Quotas | Qualifiés                                      |
| ------------------------- | ---------------------- | --------- | ------ | ---------------------------------------------- |
| Coupe d'Asie espoirs 2023 | 23 mai - 1er juin 2023 | Salalah   | 5      | Inde Pakistan Corée du Sud Malaisie Japon      |
| Coupe AHF espoirs 2024    | 14 - 23 juin 2024      | Singapour | 5      | Bangladesh Chine Thaïlande Taipei chinois Oman |
| Total                     | Total                  | Total     | 10     |                                                |

## Premier tour
Légende:
- Demi-finales
- Demi-finales pour la 5e place
- Match pour la 9e place

### Déroulement
Sur les dix équipes qui sont réparties en deux groupes de cinq équipes, neuf d'entre elles concourent pour six places à la Coupe du monde espoirs 2025. Le format est celui d'un tournoi toutes rondes : chaque équipe joue un match contre les quatre autres équipes du même groupe.
À la fin du premier tour, les deux premiers se qualifient pour les demi-finales, le troisième et le quatrième de chaque groupe se qualifient pour les demi-finales pour la 5e place, et le dernier de chaque groupe se qualifie pour le match pour la 9e place,. En plus de leur qualification pour les demi-finales, les deux premiers de chaque groupe ou les trois meilleures équipes du premier tour se qualifient également pour la Coupe du monde espoirs 2025.
Le calendrier des matchs est dévoilé le 12 octobre 2024.

### Poule A
| Rang | Équipe         | Pts | J | G | N | P | Bp | Bc | Diff |  | Résultats      |  |     |     |      |      |
| ---- | -------------- | --- | - | - | - | - | -- | -- | ---- |  | -------------- |  | --- | --- | ---- | ---- |
| 1    | Inde T         | 12  | 4 | 4 | 0 | 0 | 38 | 3  | +35  |  | Inde T         |  | 8-1 | 3-2 | 16-0 | 11-0 |
| 2    | Japon          | 9   | 4 | 3 | 0 | 1 | 24 | 4  | +20  |  | Corée du Sud   |  |     | 0-2 | 9-6  | 6-2  |
| 3    | Corée du Sud   | 6   | 4 | 2 | 0 | 2 | 16 | 18 | -2   |  | Japon          |  |     |     | 11-0 | 9-1  |
| 4    | Thaïlande      | 3   | 4 | 1 | 0 | 3 | 4  | 26 | -22  |  | Taipei chinois |  |     |     |      | 0-1  |
| 5    | Taipei chinois | 0   | 4 | 0 | 0 | 4 | 6  | 37 | -31  |  | Thaïlande      |  |     |     |      |      |

| Match 1                | Corée du Sud                                                                     | 6 - 2   | Thaïlande              |                                 |                                 |
| 26 novembre 2024 12h15 | Lee G.J. 14e · Choi Y.S. 18e · Lim J.Y. 23e · Hong D.C. 38e, 49e · Park J.W. 43e | (3 - 1) | 8e Pichet · 60e Phumee | Arbitrage : Ismady Alib Jin Nan | Arbitrage : Ismady Alib Jin Nan |
| 26 novembre 2024 12h15 | Rapport                                                                          |         |                        | Arbitrage : Ismady Alib Jin Nan | Arbitrage : Ismady Alib Jin Nan |

| Match 2                | Japon | 11 - 0  | Taipei chinois |                                           |                                           |
| 26 novembre 2024 14h30 | Yamada 8e, 10e · Sasaki 21e · T. Tanaka 21e, 24e, 55e · Shinohara 26e, 40e · Fujiwara 36e, 41e · Sato 53e | (6 - 0) |                | Arbitrage : Mazin Al-Shukaili Rashed Rony | Arbitrage : Mazin Al-Shukaili Rashed Rony |
| 26 novembre 2024 14h30 | Rapport                                                                                                   |         |                | Arbitrage : Mazin Al-Shukaili Rashed Rony | Arbitrage : Mazin Al-Shukaili Rashed Rony |

| Match 5                | Corée du Sud                                                                                            | 9 - 6   | Taipei chinois                                                         |                                                 |                                                 |
| 27 novembre 2024 12h15 | Hong D.C. 4e · Noh W.H. 4e · Kim D.H. 27e · Lee G.J. 35e, 49e · Choi S.J. 36e, 51e · Park J.W. 54e, 58e | (3 - 2) | 19e, 34e, 59e Wei C.Z. · 26e Wang Y.A. · 32e Wang T.K · 43e Chang C.Y. | Arbitrage : Hashim Al Shatri Thanakrit Boon-Art | Arbitrage : Hashim Al Shatri Thanakrit Boon-Art |
| 27 novembre 2024 12h15 | Rapport                                                                                                 |         |                                                                        | Arbitrage : Hashim Al Shatri Thanakrit Boon-Art | Arbitrage : Hashim Al Shatri Thanakrit Boon-Art |

| Match 7                | Inde | 11 - 0  | Thaïlande |                                       |                                       |
| 27 novembre 2024 16h45 | Hundal 2e, 24e · Arshdeep 8e · Shardanand 10e · Gurjot 18e, 45e · Sourabh 19e, 52e · Dilraj 21e · Rohit 29e · Mukesh 59e | (8 - 0) |           | Arbitrage : Ismady Alib Mazhar Waseem | Arbitrage : Ismady Alib Mazhar Waseem |
| 27 novembre 2024 16h45 | Rapport |         |           | Arbitrage : Ismady Alib Mazhar Waseem | Arbitrage : Ismady Alib Mazhar Waseem |

| Match 10               | Japon         | 2 - 3   | Inde                                  |                                            |                                            |
| 28 novembre 2024 19h00 | Sato 15e, 38e | (1 - 1) | 12e Thokchom · 36e Rohit · 39e Hundal | Arbitrage : Mazin Al-Shukaili Hisham Moaaz | Arbitrage : Mazin Al-Shukaili Hisham Moaaz |
| 28 novembre 2024 19h00 | Rapport       |         |                                       | Arbitrage : Mazin Al-Shukaili Hisham Moaaz | Arbitrage : Mazin Al-Shukaili Hisham Moaaz |

| Match 11               | Taipei chinois | 0 - 1   | Thaïlande     |                                          |                                          |
| 29 novembre 2024 16h45 |                | (0 - 1) | 12e Nopphadon | Arbitrage : Hashim Al Shatri Rashed Rony | Arbitrage : Hashim Al Shatri Rashed Rony |
| 29 novembre 2024 16h45 | Rapport        |         |               | Arbitrage : Hashim Al Shatri Rashed Rony | Arbitrage : Hashim Al Shatri Rashed Rony |

| Match 13               | Japon                       | 2 - 0   | Corée du Sud |                                           |                                           |
| 30 novembre 2024 12h15 | A. Yamanaka 6e · Kimura 45e | (1 - 0) |              | Arbitrage : Mazin Al-Shukaili Ismady Alib | Arbitrage : Mazin Al-Shukaili Ismady Alib |
| 30 novembre 2024 12h15 | Rapport                     |         |              | Arbitrage : Mazin Al-Shukaili Ismady Alib | Arbitrage : Mazin Al-Shukaili Ismady Alib |

| Match 15               | Inde | 16 - 0  | Taipei chinois |                                   |                                   |
| 30 novembre 2024 16h45 | Yogember 7e · Dilraj 17e, 40e, 45e, 57e · Sourabh 20e, 28e, 58e · Rosan 23e, 32e, 42e · Priyobarta 31e · Arshdeep 37e, 44e · Shardanand 39e · Araijeet 54e | (5 - 0) |                | Arbitrage : Mazhar Waseem Jin Nan | Arbitrage : Mazhar Waseem Jin Nan |
| 30 novembre 2024 16h45 | Rapport |         |                | Arbitrage : Mazhar Waseem Jin Nan | Arbitrage : Mazhar Waseem Jin Nan |

| Match 17                | Thaïlande    | 1 - 9   | Japon                                                                                                 |                                          |                                          |
| 1er décembre 2024 12h15 | Kritsada 18e | (1 - 6) | 5e Watanabe · (2x)15e, 24e T. Tanaka · 16e, 36e Higuchi · 21e Nakajima · 34e Fujiwara · 57e Shinohara | Arbitrage : Hashim Al Shatri Rashed Rony | Arbitrage : Hashim Al Shatri Rashed Rony |
| 1er décembre 2024 12h15 | Rapport      |         | | Arbitrage : Hashim Al Shatri Rashed Rony | Arbitrage : Hashim Al Shatri Rashed Rony |

| Match 20                | Corée du Sud | 1 - 8   | Inde                                                                        |                                              |                                              |
| 1er décembre 2024 19h00 | Kim T.H. 18e | (1 - 5) | 3e, 37e Hundal · 9e, 44e, 60e Arshdeep · 11e Gurjot · 27e Rosan · 30e Rohit | Arbitrage : Mazin Al-Shukaili Chor Mingyeung | Arbitrage : Mazin Al-Shukaili Chor Mingyeung |
| 1er décembre 2024 19h00 | Rapport      |         |                                                                             | Arbitrage : Mazin Al-Shukaili Chor Mingyeung | Arbitrage : Mazin Al-Shukaili Chor Mingyeung |

### Poule B
| Rang | Équipe     | Pts | J | G | N | P | Bp | Bc | Diff |  | Résultats  |  |     |     |     |     |
| ---- | ---------- | --- | - | - | - | - | -- | -- | ---- |  | ---------- |  | --- | --- | --- | --- |
| 1    | Pakistan   | 12  | 4 | 4 | 0 | 0 | 24 | 3  | +21  |  | Pakistan   |  | 4-1 | 6-0 | 7-0 | 7-2 |
| 2    | Malaisie   | 7   | 4 | 2 | 1 | 1 | 17 | 9  | +8   |  | Malaisie   |  |     | 2-2 | 9-1 | 5-2 |
| 3    | Bangladesh | 5   | 4 | 1 | 2 | 1 | 6  | 10 | -4   |  | Bangladesh |  |     |     | 3-1 | 1-1 |
| 4    | Chine      | 4   | 4 | 1 | 1 | 2 | 12 | 15 | -3   |  | Oman H     |  |     |     |     | 2-7 |
| 5    | Oman H     | 0   | 4 | 0 | 0 | 4 | 4  | 26 | -22  |  | Chine      |  |     |     |     |     |

| Match 3                | Malaisie                                                                    | 5 - 2   | Chine                         |                                      |                                      |
| 26 novembre 2024 16h45 | Aqilrullah 17e · Jazmi 34e · Noziram 43e · Naaveennash 44e · Abdulwahab 59e | (1 - 1) | 5e Wang Y.B. · 46e Zhang J.L. | Arbitrage : Hisham Moaaz Suraj Dubey | Arbitrage : Hisham Moaaz Suraj Dubey |
| 26 novembre 2024 16h45 | Rapport                                                                     |         |                               | Arbitrage : Hisham Moaaz Suraj Dubey | Arbitrage : Hisham Moaaz Suraj Dubey |

| Match 4                | Oman              | 1 - 3   | Bangladesh                    |                                       |                                       |
| 26 novembre 2024 19h00 | M. Al Wahaibi 55e | (0 - 1) | 7e Mahadey · 37e, 38e Rakibul | Arbitrage : Chor Mingyeung Kim Jiyong | Arbitrage : Chor Mingyeung Kim Jiyong |
| 26 novembre 2024 19h00 | Rapport           |         |                               | Arbitrage : Chor Mingyeung Kim Jiyong | Arbitrage : Chor Mingyeung Kim Jiyong |

| Match 6                | Pakistan                                                               | 7 - 2   | Chine                       |                                          |                                          |
| 27 novembre 2024 14h30 | Fayyaz 17e, 23e · Sufyan 22e, 50e · Ammad 43e · Rana 46e · Mughira 51e | (3 - 1) | 24e Di Y.W. · 59e Wang Y.B. | Arbitrage : Chor Mingyeung Chung Tengwei | Arbitrage : Chor Mingyeung Chung Tengwei |
| 27 novembre 2024 14h30 | Rapport                                                                |         |                             | Arbitrage : Chor Mingyeung Chung Tengwei | Arbitrage : Chor Mingyeung Chung Tengwei |

| Match 8                | Oman         | 1 - 9   | Malaisie                                                                                      |                                    |                                    |
| 27 novembre 2024 19h00 | Al Qasmi 39e | (0 - 5) | 1e, 11e, 31e, 40e Harris · 6e, 12e Naaveennash · 24e Handzalah · 35e Khairil · 54e Aqilrullah | Arbitrage : Kim Jiyong Kenta Uziie | Arbitrage : Kim Jiyong Kenta Uziie |
| 27 novembre 2024 19h00 | Rapport      |         |                                                                                               | Arbitrage : Kim Jiyong Kenta Uziie | Arbitrage : Kim Jiyong Kenta Uziie |

| Match 9                | Bangladesh | 0 - 6   | Pakistan                                                  |                                     |                                     |
| 28 novembre 2024 12h15 |            | (0 - 2) | 23e, 32e, 43e Sufyan · 23e Ammad · 51e Rana · 60e Zikriya | Arbitrage : Kenta Uziie Suraj Dubey | Arbitrage : Kenta Uziie Suraj Dubey |
| 28 novembre 2024 12h15 | Rapport    |         |                                                           | Arbitrage : Kenta Uziie Suraj Dubey | Arbitrage : Kenta Uziie Suraj Dubey |

| Match 12               | Oman                    | 2 - 7   | Chine                                                                    |                                               |                                               |
| 29 novembre 2024 19h00 | Al Hasni 15e · Bait 21e | (2 - 4) | 3e Tan R.H. · 7e, 24e, 52e, 59e Wang Y.B. · 30e Ning D.J. · 40e Sun J.R. | Arbitrage : Chor Mingyeung Thanakrit Boon-Art | Arbitrage : Chor Mingyeung Thanakrit Boon-Art |
| 29 novembre 2024 19h00 | Rapport                 |         |                                                                          | Arbitrage : Chor Mingyeung Thanakrit Boon-Art | Arbitrage : Chor Mingyeung Thanakrit Boon-Art |

| Match 14               | Bangladesh               | 2 - 2   | Malaisie                    |                                      |                                      |
| 30 novembre 2024 14h30 | Amirul 27e · Rakibul 36e | (1 - 1) | 2e Abdulwahab · 40e Noziram | Arbitrage : Kim Jiyong Chung Tengwei | Arbitrage : Kim Jiyong Chung Tengwei |
| 30 novembre 2024 14h30 | Rapport                  |         |                             | Arbitrage : Kim Jiyong Chung Tengwei | Arbitrage : Kim Jiyong Chung Tengwei |

| Match 16               | Oman    | 0 - 7   | Pakistan                                                                        |                                      |                                      |
| 30 novembre 2024 19h00 |         | (0 - 3) | 2e Hannan · 14e, 34e Rana · 26e Qayyum · 33e Basharat · 49e Nadeem · 57e Sufyan | Arbitrage : Hisham Moaaz Suraj Dubey | Arbitrage : Hisham Moaaz Suraj Dubey |
| 30 novembre 2024 19h00 | Rapport |         |                                                                                 | Arbitrage : Hisham Moaaz Suraj Dubey | Arbitrage : Hisham Moaaz Suraj Dubey |

| Match 18                | Chine         | 1 - 1   | Bangladesh |                                      |                                      |
| 1er décembre 2024 14h30 | Wang Y.B. 45e | (0 - 0) | 41e Tayab  | Arbitrage : Kim Jiyong Chung Tengwei | Arbitrage : Kim Jiyong Chung Tengwei |
| 1er décembre 2024 14h30 | Rapport       |         |            | Arbitrage : Kim Jiyong Chung Tengwei | Arbitrage : Kim Jiyong Chung Tengwei |

| Match 19                | Malaisie   | 1 - 4   | Pakistan                         |                                      |                                      |
| 1er décembre 2024 16h45 | Ashraf 23e | (1 - 1) | 3e, 35e, 58e Sufyan · 51e Qayyum | Arbitrage : Hisham Moaaz Kenta Uziie | Arbitrage : Hisham Moaaz Kenta Uziie |
| 1er décembre 2024 16h45 | Rapport    |         |                                  | Arbitrage : Hisham Moaaz Kenta Uziie | Arbitrage : Hisham Moaaz Kenta Uziie |

## Phase de classement

### Match pour la9eplace
| Match 21              | Oman                                         | 1 - 1             | Taipei chinois                                           |                                 |                                 |
| 3 décembre 2024 09h00 | Hu. Al Balushi 15e                           | (1 - 1)           | 3e Weng T.K.                                             | Arbitrage : Rashed Rony Jin Nan | Arbitrage : Rashed Rony Jin Nan |
| 3 décembre 2024 09h00 | Rapport                                      |                   |                                                          | Arbitrage : Rashed Rony Jin Nan | Arbitrage : Rashed Rony Jin Nan |
| 3 décembre 2024 09h00 | Madit · Bait · M. Al Wahaibi · A. Al-Noufali | Tirs au but 3 - 2 | Wei C.Z. · Chiu T.A. · Huang L.Y. · Li C.H. · Chang C.Y. | Arbitrage : Rashed Rony Jin Nan | Arbitrage : Rashed Rony Jin Nan |

### Déroulement
Les quatre équipes qui sont encore en course pour les deux ou trois places qualificatives pour la Coupe du monde espoirs 2025 sont réparties en deux demi-finales pour la 5e place sur base de leur classement dans la phase de groupes. Le troisième de chaque groupe joue contre le quatrième de chaque groupe.
À l'issue des demi-finales pour la 5e place, les deux vainqueurs s'affrontent en match pour la 5e place tandis que les deux perdants s'affrontent en match pour la 7e place. En plus de leur qualification pour leur deux derniers matchs respectifs, les deux équipes qui s'affrontent en match pour la 5e place ou les trois meilleures équipes de la phase de classement se qualifient également pour la Coupe du monde espoirs 2025.

### Tableau de classement
|  | Demi-finales pour la 5e place | Demi-finales pour la 5e place | Demi-finales pour la 5e place | Demi-finales pour la 5e place |                        |       | Match pour la 5e place | Match pour la 5e place | Match pour la 5e place | Match pour la 5e place |
|  |                               |                               |                               |                               |                        |       |                        |                        |                        |                        |
|  | 3 décembre 2024               | 3 décembre 2024               | 3 décembre 2024               | 3 décembre 2024               |                        |       | 4 décembre 2024        | 4 décembre 2024        | 4 décembre 2024        | 4 décembre 2024        |
|  | A3                            | Corée du Sud                  | 3                             | 3                             |                        |       | 4 décembre 2024        | 4 décembre 2024        | 4 décembre 2024        | 4 décembre 2024        |
|  | A3                            | Corée du Sud                  | 3                             | 3                             |                        |       | 4 décembre 2024        | 4 décembre 2024        | 4 décembre 2024        | 4 décembre 2024        |
|  | B4                            | Chine                         | 4                             | 4                             |                        |       | 4 décembre 2024        | 4 décembre 2024        | 4 décembre 2024        | 4 décembre 2024        |
|  | B4                            | Chine                         | 4                             | 4                             | B4                     | Chine | 3                      | 3                      |                        |                        |
|  | 3 décembre 2024               |                               |                               |                               | B4                     | Chine | 3                      | 3                      |                        |                        |
|  |                               |                               | B3                            | Bangladesh                    | 6                      | 6     |                        |                        |                        |                        |
|  | B3                            | Bangladesh                    | B3                            | Bangladesh                    | 6                      | 6     | 7                      | 7                      |                        |                        |
|  | B3                            | Bangladesh                    |                               |                               |                        |       |                        | 7                      |                        |                        |
|  | A4                            | Thaïlande                     | 2                             | 2                             |                        |       |                        |                        |                        |                        |
|  | A4                            | Thaïlande                     | 2                             | 2                             | Match pour la 7e place |       |                        |                        |                        |                        |
|  |                               |                               |                               |                               |                        |       |                        |                        |                        |                        |
|  | 4 décembre 2024               |                               |                               |                               |                        |       |                        |                        |                        |                        |
|  | A3                            | Corée du Sud                  | 2 (2)                         | 2 (2)                         |                        |       |                        |                        |                        |                        |
|  | A3                            | Corée du Sud                  | 2 (2)                         | 2 (2)                         |                        |       |                        |                        |                        |                        |
|  | A4                            | Thaïlande                     | 2 (3)tab                      | 2 (3)tab                      |                        |       |                        |                        |                        |                        |
|  | A4                            | Thaïlande                     | 2 (3)tab                      | 2 (3)tab                      |                        |       |                        |                        |                        |                        |

### Demi-finales pour la5eplace
| Match 22              | Bangladesh                                                                | 7 - 2   | Thaïlande                   |                                       |                                       |
| 3 décembre 2024 11h30 | Obidul 3e, 39e · Amirul 6e · Abdullah 16e, 49e · Rakibul 34e · Saddam 36e | (3 - 1) | 30e Kritsada · 35e Kritsana | Arbitrage : Kenta Uziie Mazhar Waseem | Arbitrage : Kenta Uziie Mazhar Waseem |
| 3 décembre 2024 11h30 | Rapport                                                                   |         |                             | Arbitrage : Kenta Uziie Mazhar Waseem | Arbitrage : Kenta Uziie Mazhar Waseem |

| Match 23              | Corée du Sud                                | 3 - 4   | Chine                                        |                                        |                                        |
| 3 décembre 2024 14h00 | Cho G.H. 14e · Lee G.J. 41e · Choi S.J. 52e | (1 - 2) | 8e, 20e Wang Y.B. · 38e Luo J.L. · 49e Li K. | Arbitrage : Chor Mingyeung Ismady Alib | Arbitrage : Chor Mingyeung Ismady Alib |
| 3 décembre 2024 14h00 | Rapport                                     |         |                                              | Arbitrage : Chor Mingyeung Ismady Alib | Arbitrage : Chor Mingyeung Ismady Alib |

### Match pour la7eplace
| Match 26              | Corée du Sud                                                             | 2 - 2             | Thaïlande                                                          |                                      |                                      |
| 4 décembre 2024 11h30 | Lee G.J. 38e · Park J.W. 43e                                             | (0 - 0)           | 33e Pichet · 53e Kritsana                                          | Arbitrage : Hisham Moaaz Ismady Alib | Arbitrage : Hisham Moaaz Ismady Alib |
| 4 décembre 2024 11h30 | Rapport                                                                  |                   |                                                                    | Arbitrage : Hisham Moaaz Ismady Alib | Arbitrage : Hisham Moaaz Ismady Alib |
| 4 décembre 2024 11h30 | Jin G.H. · Song J.S. · Choi S.J. · Kim D.H. · Park H. · ---- · Song J.S. | Tirs au but 2 - 3 | Kraiwich · Udomchok · Kritsana · Kritsada · Pichet · ---- · Pichet | Arbitrage : Hisham Moaaz Ismady Alib | Arbitrage : Hisham Moaaz Ismady Alib |

### Match pour la5eplace
| Match 27              | Chine                               | 3 - 6   | Bangladesh                                  |                                            |                                            |
| 4 décembre 2024 14h00 | Chen Z.X. 11e · Zhang J.L. 19e, 42e | (2 - 4) | 1e, 52e, 60e Rakibul · 21e, 26e, 30e Amirul | Arbitrage : Suraj Dubey Thanakrit Boon-Art | Arbitrage : Suraj Dubey Thanakrit Boon-Art |
| 4 décembre 2024 14h00 | Rapport                             |         |                                             | Arbitrage : Suraj Dubey Thanakrit Boon-Art | Arbitrage : Suraj Dubey Thanakrit Boon-Art |

## Phase finale

### Tableau
|  | Demi-finales    | Demi-finales    | Demi-finales    | Demi-finales    |                               |      | Finale          | Finale          | Finale          | Finale          |
|  |                 |                 |                 |                 |                               |      |                 |                 |                 |                 |
|  | 3 décembre 2024 | 3 décembre 2024 | 3 décembre 2024 | 3 décembre 2024 |                               |      | 4 décembre 2024 | 4 décembre 2024 | 4 décembre 2024 | 4 décembre 2024 |
|  | A1              | Inde            | 3               | 3               |                               |      | 4 décembre 2024 | 4 décembre 2024 | 4 décembre 2024 | 4 décembre 2024 |
|  | A1              | Inde            | 3               | 3               |                               |      | 4 décembre 2024 | 4 décembre 2024 | 4 décembre 2024 | 4 décembre 2024 |
|  | B2              | Malaisie        | 1               | 1               |                               |      | 4 décembre 2024 | 4 décembre 2024 | 4 décembre 2024 | 4 décembre 2024 |
|  | B2              | Malaisie        | 1               | 1               | A1                            | Inde | 5               | 5               |                 |                 |
|  | 3 décembre 2024 |                 |                 |                 | A1                            | Inde | 5               | 5               |                 |                 |
|  |                 |                 | B1              | Pakistan        | 3                             | 3    |                 |                 |                 |                 |
|  | B1              | Pakistan        | B1              | Pakistan        | 3                             | 3    | 4               | 4               |                 |                 |
|  | B1              | Pakistan        |                 |                 |                               |      |                 | 4               |                 |                 |
|  | A2              | Japon           | 2               | 2               |                               |      |                 |                 |                 |                 |
|  | A2              | Japon           | 2               | 2               | Match pour la troisième place |      |                 |                 |                 |                 |
|  |                 |                 |                 |                 |                               |      |                 |                 |                 |                 |
|  | 4 décembre 2024 |                 |                 |                 |                               |      |                 |                 |                 |                 |
|  | B2              | Malaisie        | 1               | 1               |                               |      |                 |                 |                 |                 |
|  | B2              | Malaisie        | 1               | 1               |                               |      |                 |                 |                 |                 |
|  | A2              | Japon           | 2               | 2               |                               |      |                 |                 |                 |                 |
|  | A2              | Japon           | 2               | 2               |                               |      |                 |                 |                 |                 |

### Demi-finales
| Match 24              | Pakistan                                    | 4 - 2   | Japon                           |                                      |                                      |
| 3 décembre 2024 16h30 | Hannan 27e, 48e · Basharat 38e · Sufyan 52e | (2 - 1) | 30e T. Tanaka · 41e R. Yamanaka | Arbitrage : Suraj Dubey Hisham Moaaz | Arbitrage : Suraj Dubey Hisham Moaaz |
| 3 décembre 2024 16h30 | Rapport                                     |         |                                 | Arbitrage : Suraj Dubey Hisham Moaaz | Arbitrage : Suraj Dubey Hisham Moaaz |

| Match 25              | Inde                                    | 3 - 1   | Malaisie      |                                          |                                          |
| 3 décembre 2024 19h00 | Dilraj 10e · Rohit 45e · Shardanand 52e | (1 - 0) | 57e Azimuddin | Arbitrage : Mazin Al-Shukaili Kim Jiyong | Arbitrage : Mazin Al-Shukaili Kim Jiyong |
| 3 décembre 2024 19h00 | Rapport                                 |         |               | Arbitrage : Mazin Al-Shukaili Kim Jiyong | Arbitrage : Mazin Al-Shukaili Kim Jiyong |

### Match pour la3eplace
| Match 28              | Malaisie   | 1 - 2   | Japon                      |                                      |                                      |
| 4 décembre 2024 16h30 | Harris 23e | (1 - 2) | 7e T. Tanaka · 9e Fujiwara | Arbitrage : Kim Jiyong Mazhar Waseem | Arbitrage : Kim Jiyong Mazhar Waseem |
| 4 décembre 2024 16h30 | Rapport    |         |                            | Arbitrage : Kim Jiyong Mazhar Waseem | Arbitrage : Kim Jiyong Mazhar Waseem |

### Finale
| Match 29              | Inde                                  | 5 - 3   | Pakistan                    |                                              |                                              |
| 4 décembre 2024 19h00 | Hundal 4e, 18e, 47e, 54e · Dilraj 19e | (3 - 2) | 3e Hannan · 30e, 39e Sufyan | Arbitrage : Mazin Al-Shukaili Chor Mingyeung | Arbitrage : Mazin Al-Shukaili Chor Mingyeung |
| 4 décembre 2024 19h00 | Rapport                               |         |                             | Arbitrage : Mazin Al-Shukaili Chor Mingyeung | Arbitrage : Mazin Al-Shukaili Chor Mingyeung |

## Statistiques

### Buteurs

#### 12 buts
- Sufyan Khan

#### 10 buts
- Araijeet Hundal

#### 9 buts
- Wang Yubo

#### 8 buts
- Tsubasa Tanaka

#### 7 buts
- Rakibul Hasan
- Dilraj Singh

#### 6 buts
- Arshdeep Singh

#### 5 buts
- Amirul Islam
- Sourabh Kushwaha
- Lee Gyujin
- Harris Osman

#### 4 buts
- Yuma Fujiwara
- Rosan Kujur
- Rohit Nishad
- Park Jaewon
- Waleed Rana
- Hannan Shahid

#### 3 buts
- Zhang Jialiang
- Neo Sato
- Ryosuke Shinohara
- Gurjot Singh
- Shardanand Tiwari
- Hong Daecheon
- Choi Seongjin
- Naaveennash Thevendran
- Kritsana Phumee
- Wei Chengze

#### 2 buts
- Md Abdullah
- Obidul Koy
- Yuto Higuchi
- Hyota Yamada
- Danish Abdulwahab
- Aquirullah Che
- Muhammad Noziram
- Basharat Ali
- Muhammad Ammad
- Fayyaz Hamza
- Abdul Qayyum
- Pichet Chaimanee
- Kritsada Chueamkaew
- Wang Tengkuan

#### 1 but
- Tayab Ali
- Mahadey Hassan
- Saddam Khan
- Ning Dongjun
- Luo Jialong
- Sun Jingran
- Li Kai
- Tan Rushi
- Di Yanwei
- Chen Zhenxin
- Jota Nakajima
- Shogo Sasaki
- Jun Watanabe
- Atsuki Yamanaka
- Rakusei Yamanaka
- Naru Kimura
- Yogember Rawat
- Thokchom Singh
- Priyobarta Talem
- Mukesh Toppo
- Kim Daehyun
- Cho Ghuhyeong
- Lim Junyeol
- Kim Taehyeon
- Noh Wonho
- Choi Yunseong
- Handzalah Hadi
- Jazmi Jamlus
- Adam Johari
- Azimuddin Kamaruddin
- Danish Khairil
- Hudhaifa Al Balushi
- Alhussin Al Hasni
- Ahmad Al Qasmi
- Maitham Al Wahaibi
- Talal Bait
- Zikriya Hayat
- Nadeem Khan
- Muhammad Mughira
- Nopphadon Samarng
- Chang Chunyu
- Wang Yoan

### Classement final
| Rang                         | Groupe | Équipe         | J | G | N | P | BP | BC | Diff | Pts |
| ---------------------------- | ------ | -------------- | - | - | - | - | -- | -- | ---- | --- |
| Médaille d'or, Asie          | A      | Inde T         | 6 | 6 | 0 | 0 | 46 | 7  | +39  | 18  |
| Médaille d'argent, Asie      | B      | Pakistan       | 6 | 5 | 0 | 1 | 31 | 10 | +21  | 15  |
| Médaille de bronze, Asie     | A      | Japon          | 6 | 4 | 0 | 2 | 28 | 9  | +19  | 12  |
| 4                            | B      | Malaisie       | 6 | 2 | 1 | 3 | 19 | 14 | +5   | 7   |
| Éliminés en phase de groupes |        |                |   |   |   |   |    |    |      |     |
| 5                            | B      | Bangladesh     | 6 | 3 | 2 | 1 | 19 | 15 | +4   | 11  |
| 6                            | B      | Chine          | 6 | 2 | 1 | 3 | 19 | 24 | -5   | 7   |
| 7                            | A      | Thaïlande      | 6 | 1 | 1 | 4 | 8  | 35 | -27  | 4   |
| 8                            | A      | Corée du Sud   | 6 | 2 | 1 | 3 | 21 | 24 | -3   | 7   |
| Éliminés en phase de groupes |        |                |   |   |   |   |    |    |      |     |
| 9                            | B      | Oman H         | 5 | 0 | 1 | 4 | 5  | 27 | -22  | 1   |
| 10                           | A      | Taipei chinois | 5 | 0 | 1 | 4 | 7  | 38 | -31  | 1   |

|  | Nation qualifiée pour la Coupe du monde espoirs 2025 en tant que les 3 meilleures équipes continentales |
|  | Nation qualifiée pour la Coupe du monde espoirs 2025 en tant que quota supplémentaire                   |

1. ↑  L'Inde est déjà qualifiée pour la Coupe du monde espoirs 2025 en tant que pays hôte.